# Zimtrote Fledermaus

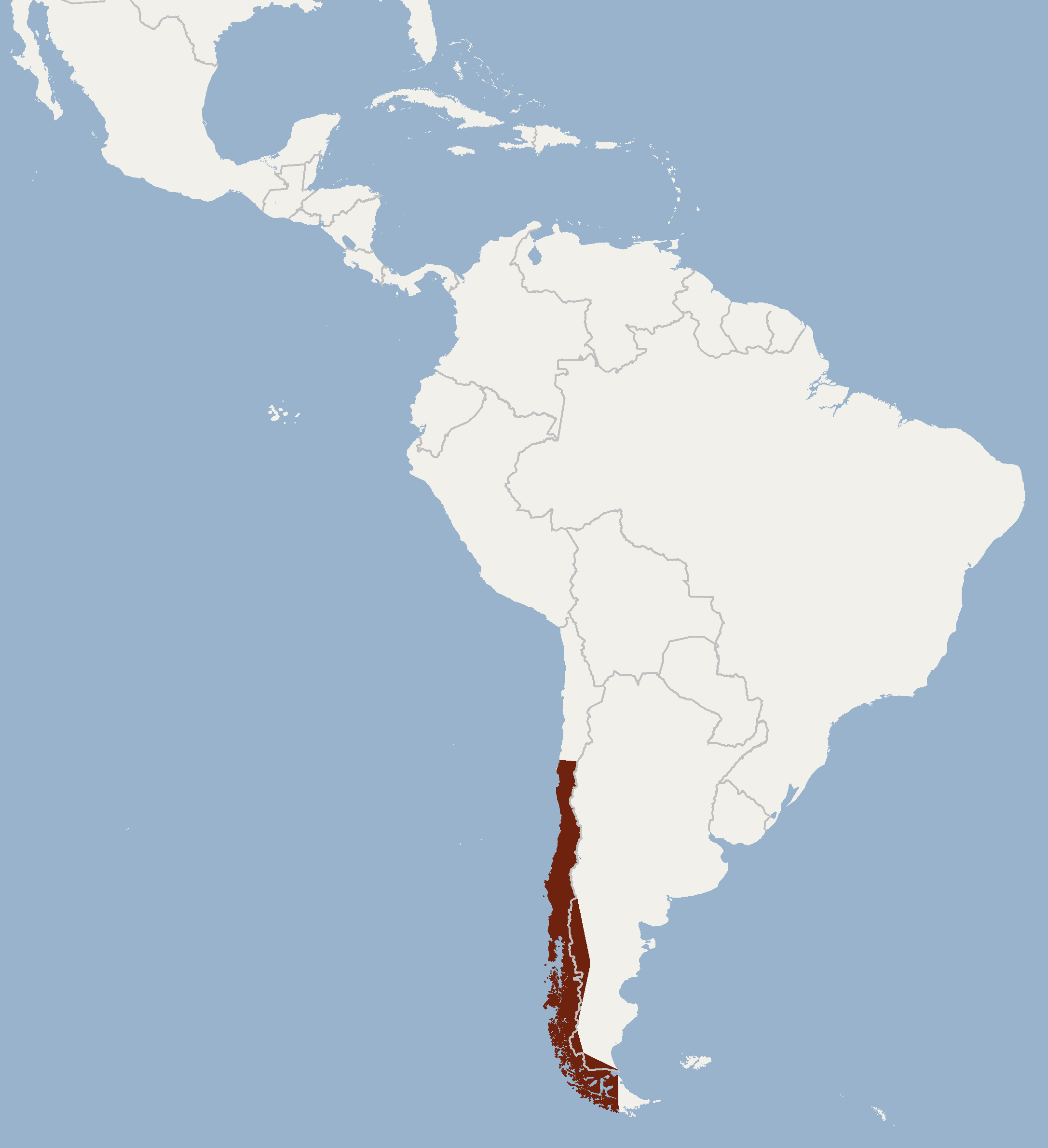
Verbreitungsgebiet der Zimtroten Fledermaus

Die Zimtrote Fledermaus (Lasiurus varius) ist ein im Südwesten Südamerikas verbreitetes Fledertier in der Gattung der Haarschwanzfledermäuse. In verschiedenen älteren Abhandlungen ist die Population als Synonym der Blosseville-Haarschwanzfledermaus oder der Roten Fledermaus gelistet.

## Merkmale
Kennzeichnend für die Art sind ein zimtrotes Fell ohne helle Spitzen, die Raureif ähneln sowie eine Schwanzflughaut, die oberseitig mit langen überstehenden Haaren bedeckt ist. An den Kanten der Schwanzflughaut kommen dagegen fast keine Haare vor. Bei der teilweise im gleichen Gebiet vorkommenden Unterart Lasiurus cinereus villosissimus der Eisgrauen Fledermaus sind dagegen helle Haarspitzen vorhanden. Zusätzlich fehlen bei der Zimtroten Fledermaus die braunen und gelben Tönungen im Fell (Ausnahme Schultern) und die Haare auf den Flügeln. Mit einer Gesamtlänge von 105 bis 118 mm, inklusive eines 44 bis 58 mm langen Schwanzes und einem Durchschnittsgewicht von 10 g gleicht die Art in der Größe der Blosseville-Haarschwanzfledermaus. Die Haare der Oberseite sind auf den ersten 2 mm schwärzlich, danach nach außen hin dunkler werdend gelbbraun sowie an den Spitzen intensiv zimtrot. Typisch ist ein gelber Fleck auf jeder Schulter. Auf der Unterseite ist gelborange Fell vorhanden. Wie bei anderen Gattungsvertretern die kühle Regionen erreichen, ist das Fell dick und wollig. Nackte Bereiche der Schnauze haben eine schwarze Farbe. Bis auf einen schmalen Saum an der unteren Außenkante sind die abgerundeten und schwarzen Ohren nackt und weit voneinander entfernt. Die Länge des Tragus entspricht etwa einem Drittel der Ohrlänge. Auf den schwarzen Flügeln kommen keine Muster vor.
Die Zahnformel für die Zimtrote Fledermaus ist I 1/3, C 1/1, P 2/2, M 3/3, was 32 Zähne im Gebiss ergibt. Der obere erste Prämolar steht hinter der Zahnreihe, so dass der Eckzahn den zweiten Prämolar berührt. Bei den beiden ersten oberen Molaren formen die Höcker ein W. Im Unterkiefer ist der erste Prämolar deutlich kleiner als der zweite. Ein weiteres auffälliges Merkmal ist der sehr lange dritte Finger pro Hand. Weibchen besitzen vier Zitzen.

## Verbreitung
Das Verbreitungsgebiet deckt fast das gesamte Chile, wo die Art nur im nördlichen Viertel fehlt, und angrenzende Gebiete Argentiniens bis nach Feuerland. Die Zimtrote Fledermaus lebt im Flachland und in Gebirgen bis 1000 Meter Höhe. Sie hält sich in gemäßigt warmen Regenwäldern auf und besucht Plantagen, Baumschulen sowie Gärten. Die Exemplare suchen die Nähe von klaren Wasseransammlungen, wo sich die bevorzugten Beuteinsekten aufhalten. Typische Bäume im Revier sind Lenga-Südbuche, andere Scheinbuchen und Winterrinde (Drimys winteri).

## Lebensweise
Jedes Individuum jagt selbständig Gleichflügler, Käfer, Hautflügler, Zweiflügler und andere Insekten. Diese Fledermaus ruht am Tage in Baumhöhlen oder seltener in Felsspalten in Küstennähe. Vor der kalten Jahreszeit wandern südliche Populationen in wärmere Regionen. Paarungsbereite Männchen konnten im südlichen Frühjahr zwischen August und September registriert werden. Ein Wurf besteht gewöhnlich aus zwei Neugeborenen. Vermutlich haben diese wie bei anderen Gattungsvertretern einen leichten Flaum auf dem Körper und geschlossene Augen, die nach 10 bis 12 Tagen geöffnet werden.
Die Rufe zur Echoortung sind durchschnittlich 7,6 Millisekunden lang. Sie starten bei einer Frequenz von etwa 52 kHz, die anfänglich abnimmt und im letzten Teil des Rufes bei etwa 33 kHz gleich bleibt. Die größte Intensität wurde bei 36 kHz erreicht. Im Versteck ruhen die Exemplare allein oder maximal zu viert. Bei Untersuchungen mit Japannetzen wurden neben dieser Art, die Südliche Großohrfledermaus (Histiotus magellanicus) und das Chilenische Mausohr (Myotis chiloensis) gefangen. Die Zimtrote Fledermaus jagt oft mit schnellem Flug im Umfeld von Straßenlaternen und ist weniger wendig.

## Gefährdung
Regional können sich neue Windkraftanlagen negativ auf den Bestand auswirken. In Schutzgebieten und in anderen geeigneten Habitaten kommt die Zimtrote Fledermaus häufig vor. Die IUCN listet sie als nicht gefährdet (least concern).